# Adam von Zevel
Adam von Zevel (* 1497 in Valkenburg aan de Geul; † 28. März 1565 in Bardenberg) war der erste protestantische Bürgermeister der Reichsstadt Aachen.

## Leben und Wirken
Adam von Zevel war der Sohn von Goswin von Zevel (1455–1519) und der Katharina Daems (1462–1539) aus Hambach/Niederzier, der Erbin eines Freiguts in Inden. Er zog 1519 nach Aachen, wo er in die Tuchfabrikation einstieg. Darüber hinaus betätigte er sich politisch und wurde mehrfach in den Stadtrat gewählt, wo er die Ämter eines Neumanns, eines Baumeisters sowie eines Rentmeisters bekleidete und sich als Provisor der Armenverwaltung engagierte. Schließlich wurde er in den Jahren 1534/35, 1536/37, 1545/46, 1552/53, 1553/54, 1555/56 und 1559 aus den Reihen der Zünfte zum Bürger-Bürgermeister der Stadt Aachen gewählt.  
Seit Mitte der 1540er-Jahre unterstützte er den mittlerweile auch in Aachen Fuß fassenden reformierten Glauben und trat diesem wenig später bei. Die vorherrschenden katholischen Ratsmitglieder stellten den Protestanten mit Schmähbriefen und Verleumdungen nach und schlossen diese vorübergehend auch von allen öffentlichen Ämtern aus. Daraufhin leistete Adam von Zevel im Jahre 1552 als erster evangelischer Bürgermeister der Stadt nur unter der Bedingung seinen Amtseid, dass notwendige Schritte zur Ausübung von Toleranz gegenüber der protestantischen Glaubensrichtung unternommen würden. Dabei war es sein Vorteil, dass ihm mit Melchior Colyn ein katholischer Schöffenbürgermeister zur Seite stand, mit dem er sich bereits in seinen ersten beiden Amtszeiten die Regierung geteilt hatte und der dem Protestanten gegenüber loyal eingestellt war. Während seiner Amtszeiten in den Jahren 1553 und 1555 musste Zevels sich die Amtsgeschäfte dagegen mit dem katholischen Hardliner Johann Ellerborn teilen.
Bis zu Kaiser Karl V. sprachen sich diese eskalierenden Aachener Religionsunruhen herum und Colyn hatte sich daraufhin im Rahmen der Verhandlungen zum Augsburgschen Religionsfrieden im Jahre 1555 mit einer Bittschrift an den römisch-deutschen König und späteren Kaiser Ferdinand I. gewandt, um die Gewährung einer freien Religionsausübung zu erreichen. Obgleich sich die Verhandlungsteilnehmer dabei geeinigt hatten, dass man sich entweder zum katholischen oder evangelischen Glauben bekennen dürfe, konnte der immer noch mehrheitlich katholisch besetzte Stadtrat in Aachen nicht dazu bewogen werden, ein Mindestmaß an Toleranz und Entgegenkommen zu zeigen. Als im gleichen Jahr die nach Aachen verzogenen mehrheitlich protestantischen Tucharbeiter aus den flämischen und nordfranzösischen Gebieten unter dem Schutze des Bürgermeisters von Zevel auf eigene Kosten einen protestantischen französischen Geistlichen beriefen, wurde ihnen dies am 26. Januar 1556 vom Stadtrat versagt. Noch im selben Jahr wurden sowohl die reformatorischen Bewohner aus dem Aachener Reich verbannt als auch die gewählten evangelischen Mitglieder des Rates ihres Amtes enthoben. Der 1559 dennoch zum siebten Mal gewählte Bürgermeister von Zevel wurde schließlich am 26. September des Jahres aufgrund seines Eintretens für die Reformierte Gemeinde zwangsweise durch Franz Block abgelöst und zog sich daraufhin endgültig auf sein Landgut „Gut Steinhaus“ nach Bardenberg zurück, wo er wenige Jahre später verstarb.

## Familie
Adam von Zevel war in erster Ehe mit Barbara Bestolz (* 1500), einer Tochter des vormaligen Bürgermeisters Peter Bestolz (* 1460) und der Katharina von Kirberg, verheiratet, die die ursprüngliche Erbin des adeligen Guts Steinhaus in Bardenberg war. Das Ehepaar bekam mindestens zehn Kinder, darunter den späteren Bürgermeister Peter von Zevel sowie Goswin von Zevel (1527–1565), der als Dr. jur. und Abgesandter der Aachener Protestanten zum Augsburger Reichstag 1558/1559 delegiert wurde. Die Tochter Maria (* 1532) erbte später das Gut Steinhaus und brachte dieses in ihre Ehe mit dem Tuchfabrikanten Wilhelm Pastor (1522–1579) ein.